# 丹帕沙
丹帕沙，舊名巴東（Badung），是印尼峇里島最大城市。它除了是峇里省下轄九個次級行政區中唯一一個「市」（Kota）級次行政區之外，也是峇里省首府，位於該島中央偏南位置，人口約79萬。

## 歷史
「Denpasar」這名稱源自「den pasar」，在荷蘭語中是「市場」之意。舊時此地是島上主要市集與商業重鎮。19世紀中葉荷蘭人在巴東地區殖民，當地各部落酋長選擇與殖民者妥協合作，以換取安定的局勢。但由於各酋長與荷蘭人因海難事件處理不當，引起衝突，荷蘭部隊在1906年登島進攻巴東，當地居民除了在砲火中犧牲外，很多峇里人包括部族領袖在內，則選擇在一種叫「浦浦壇」（Puputan，意指「奮戰至死」或「結束」）的自殺儀式中結束生命，估計死亡人數約在600至2000人之間。其後荷蘭人繼續進攻周邊地區，整個峇里島王朝遂在1908年滅亡。
1949年巴東成為峇里省首府，並於1992年獨立設市，規劃裡市區部分更名為「丹帕沙」，其餘部分則仍沿用原本巴東區（Kabupaten Badung）的舊名。由於近年印尼政府積極開發南邊的庫塔（Kuta）地區，使丹帕沙的觀光產業逐漸沒落，但由於該市位於全島南北之間的主要動線上，因此仍有其行政與交通中樞的重要性。

## 交通

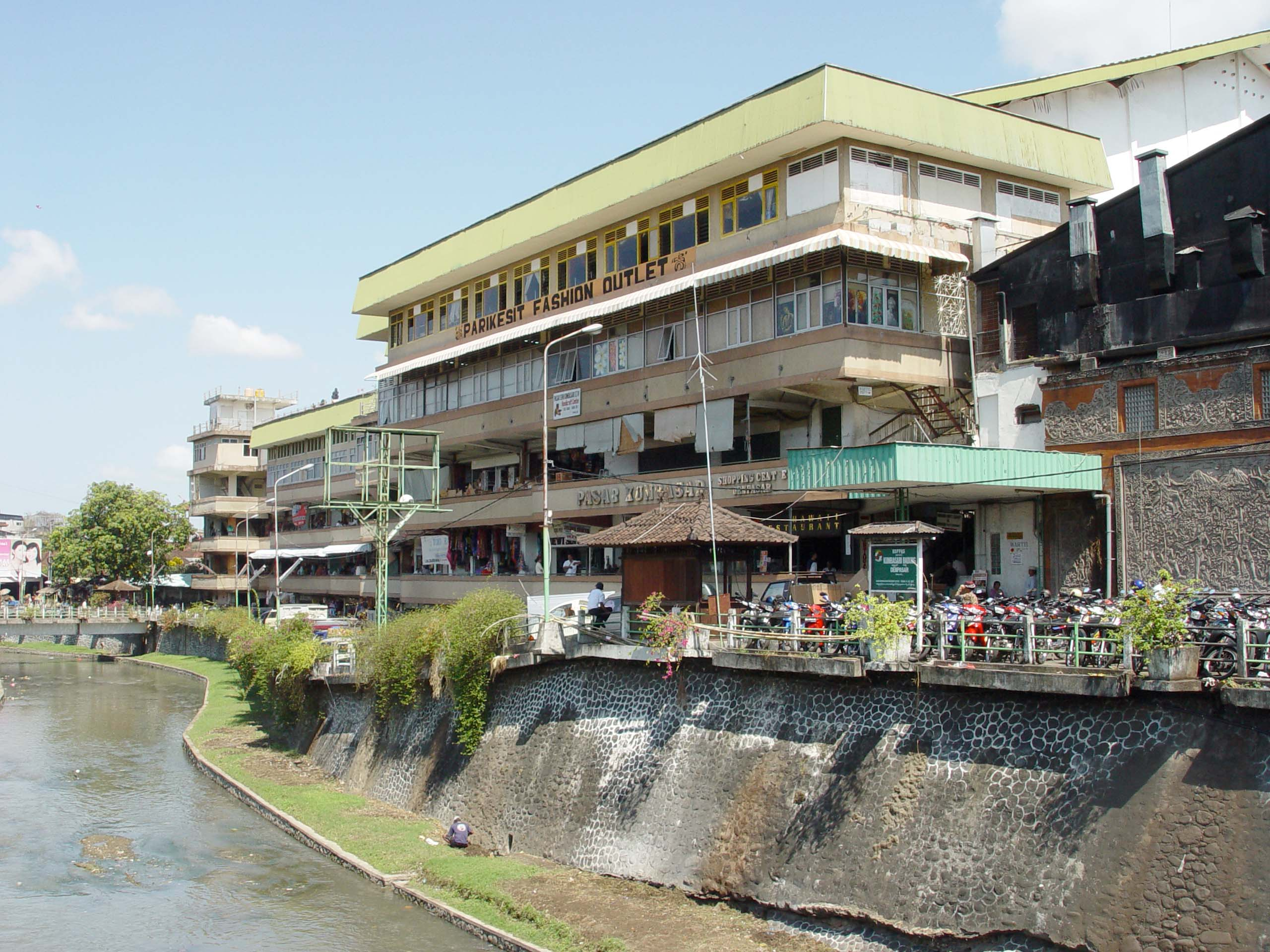
丹帕沙街道一景。

伍拉·賴國際機場（Ngurah Rai Airport，WADD/DPS）又名「峇里國際機場」，是丹帕沙與整個峇里島的主要國際機場，位於該市南方約13公里處。僅次於雅加達的蘇加諾-哈達國際機場（Soekarno-Hatta International Airport）和泗水的朱安達國際機場，是印尼國內運量排名第三的主要機場。由於峇里島地處亞洲及大洋洲的交界，因此該機場亦是往返兩地區的航線一個重要的轉機地點。

## 主要觀光點
- 浦浦壇廣場（Taman Puputan）
- 峇里博物館
- 巴東市場（Pasar Badung）
- 昆巴沙利市場（Pasar Kumbasari）

### 引用
1. ↑  民政部地名研究所 (编). . . 北京: 中国社会出版社: 684. 2017-05. ISBN 978-7-5087-5525-0. OCLC 1121629943. OL 28272719M. NLC 009152391.（简体中文）

### 文献
- 《峇里島》（Discovery Channel知性之旅系列），協和國際多媒體（台北，台灣），ISBN 957-2080-26-1

## 外部連結
- 丹帕沙市政府官方網站（印尼文，英文）